# Paul Seul
Pour les articles homonymes, voir Orzoni.
Paul Seul est un DJ et producteur français originaire de Paris, cofondateur du collectif et label Casual Gabberz. Il a également produit un disque sous son nom civil, Paul Orzoni. Depuis 2019, il forme le groupe Ascendant Vierge avec Mathilde Fernandez.

## Biographie
Au début des années 2010, Paul Seul vivait aux Pays-Bas. Il travaillait alors pour une agence de communication. C'est en travaillant pour le client ID&T/Thunderdome, un festival de musique électronique néerlandais, que Paul Seul s'intéresse au style musical gabber.
La chanteuse Mathilde Fernandez, dont la musique oscille entre la musique pop et la musique gothique, le sollicite pour un remix de son morceau Oubliette paru sur l'EP Hyperstition en 2019. Ils décident ensuite de poursuivre cette collaboration sous le nom de Ascendant Vierge. Le nom vient de leurs signes astrologiques respectifs, vierge pour Paul Seul, gémeaux pour Mathilde Fernandez.
En 2021, Paul Seul travaille sur un nouvel EP solo, Amoureuse, dont la production démarre avec le morceau du même nom. Paul Seul l'envoie à un autre producteur, Alberto de Gabber Eleganza, qui l'encourage à travailler sur un projet entier dans la même veine. Il ajoute donc avec des voix de femme et une couleur pop, tout en mêlant ses influences originelles, à savoir des musiques électroniques extrêmes (gabber, hardcore...).
En plus de sa carrière en solo et en groupe, Paul Seul participe à des productions pour Biffty et Hyacinte.

## Discographie

### EP
- 2018 : Entretenir surveiller sécuriser (Casual Gabberz Records)
- 2020 : Music In The Background (Casual Gabberz Records)
- 2021 : Amoureuse (Never Sleep)